# Готье, Жюль де
Жюль де Готье, редко Голтье (фр. Jules de Gaultier; 1858—1942) — французский философ и эссеист; приверженец идей Ф. Ницше.
Сотрудничал в «Mercure de France»; был одним из главных сторонников модного в те времена в литературных кругах «ницшеанства». Был известен прежде всего его теорией «боваризма» (название взято из романа Флобера) — о неискоренимом стремлении людей быть не тем, что они собой представляют и лгать самим себе. Прославился своим афоризмом «Воображение — это единственное оружие в битве с реальностью».
Среди его книг выделяются:
- «От Канта до Ницше» (1900);
- «Боваризм, эссе о силе воображения» (1902).